# 후뉴촌
후뉴촌(船生村)은 도치기현의 북부, 시오야군에 속했던 촌이다.

## 역사
- 1889년 4월 1일 - 정촌제 시행에 의해 시오야군 후뉴촌이 성립하였다.
- 1957년 3월 31일 - 다마노촌, 오미야촌과 합병해, 시오야촌이 되었다.

## 교통

### 철도
- 도부 철도
  - 야이타선